# Krahule
Krahule és un poble i municipi d'Eslovàquia. Es troba a la regió de Banská Bystrica.

## Història
La primera menció escrita de la vila es remunta al 1331.

## Demografia
| Godina             | 1994 | 2004   | 2014    | 2024    |
| ------------------ | ---- | ------ | ------- | ------- |
| Nombre de persones | 150  | 155    | 192     | 253     |
| Diferència         |      | +3,33% | +23,87% | +31,77% |

| Godina             | 2023 | 2024   |
| ------------------ | ---- | ------ |
| Nombre de persones | 259  | 253    |
| Diferència         |      | −2,31% |